# رولاند پارک (کانزاس)
رولاند پارک (به انگلیسی: Roeland Park) شهری در ایالت کانزاس کشور ایالات متحده آمریکا است که جمعیت آن در سرشماری سال ۲۰۱۰ میلادی، ۶٬۷۳۱ نفر بوده‌است.